# Max Ketels
Max Detlev Ketels (* 8. Januar 1889 in Husum; † 29. August 1968 in Hamburg) war ein deutscher Kaufmann und Hamburger Senator.
Ketels ging in Husum zur Schule und machte dort eine Banklehre. Nach kurzer Tätigkeit als Bankmitarbeiter in Berlin kam Ketels 1911 nach Hamburg und übernahm die Leitung einer kleinen Seifenfabrik, 1914 wurde er Mitinhaber der nunmehr Binder & Ketels genannten Firma. 1917 starb sein Mitinhaber Adolf Binder und Ketels führte die Firma alleine weiter. 1926 konnten die Vereinigten Seifenfabriken Stuttgart übernommen werden.
1932 erfolgte der Zusammenschluss mit der Berliner Palmoliv GmbH zur Palmoliv Binder & Ketels GmbH, diese war nun ein halbes Tochterunternehmen der Colgate-Palmolive.
Am 4. Dezember 1945 wurde Ketels in den Senat Petersen berufen, wo er die  Verwaltung für Handel, Schiffahrt und Gewerbe leitete. Er gehörte dem Senat bis zum 15. November 1946 an.
Von 1946 bis 1948 gehörte er den Wirtschaftsrat des Vereinigten Wirtschaftsgebietes an. Von 1948 bis 1957 war er Mitglied im Präsidium der Handelskammer Hamburg.
Ketels gehörte zu den Gründern der Hamburger CDU und war zumindest von 1946 bis 1948 deren Vorsitzender. Am 2. Juli 1954 wurde Ketels das Große Bundesverdienstkreuz in Anerkennung seiner Leistungen um den wirtschaftlichen Wiederaufbau Hamburgs verliehen. Ketels war bis mindestens 1959 geschäftsführender Gesellschafter der Palmolive Binder Ketels GmbH. Von 1948 bis 1963 war er Mitglied des Aufsichtsrats der Vereinsbank Hamburg, ab 1953 als Vorsitzender. Er war außerdem Mitglied im Aufsichtsrat von Blohm & Voss.